# Alexander Siddig
Hon. Siddig El-Tahir El-Fadil El-Siddig Abdurrahman Mohammed Ahmed Abdul Karim El-Mahdi (em árabe: الصديق الطاهر الفاضل الصديق عبد الرحمن محمد أحمد عبد الكريم المهدي; nascido em Ondurmã, Cartum, Sudão, em 21 de novembro de 1965) conhecido profissionalmente como Alexander Siddig (em árabe: ألكسندر صديق) é um ator britânico nascido no Sudão. Também usa o nome artístico de Siddig El Fadil. Seu papel de maior destaque foi o do Dr. Julian Bashir na telessérie Star Trek: Deep Space Nine. Também conhecido pelos seus papéis como o Príncipe Nasir Al-Subaai e como Nasir nos longa-metragens Syriana (2005) e Kingdom of Heaven (2005), respectivamente.

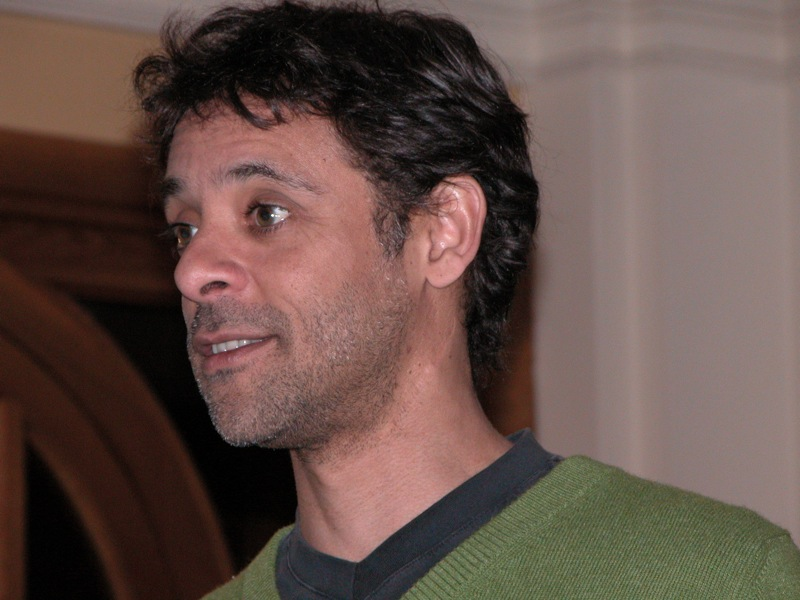
Alexander Siddig.

Siddig começou um relacionamento com Nana Visitor enquanto trabalhava no set de Star Trek: Deep Space Nine. Seu filho, Django El Tahir El Siddig, nasceu em 16 de setembro de 1996 e a gravidez de Visitor foi escrita no enredo de Deep Space Nine. Django é o primeiro filho de Siddig e o segundo filho de Visitor. O casal se casou em 1997 e depois se divorciou em 2001.
Em uma entrevista de abril de 2024, Siddig descreveu sua sexualidade como "não totalmente heterossexual".
Atualmente (2014) atua na série "Da Vinci's Demons" como o personagem Al Rahim.
Siddig define-se como muçulmano.

## Direção
- Star Trek: Deep Space Nine (1993)  episódios Business as Usual e Profit and Lace